# Brindisi
Brindisi város Olaszország Puglia régiójában, Brindisi megyében. Jelentős kikötőváros, 1943 és 1945 között az Olasz Királyság fővárosa.

## Fekvése
A város a Salentói-síkság északnyugati részén fekszik Lecce és Bari között nagyjából félúton, az Adriai-tenger egy kis öblének partján. Az öböl, amely egy kiváló természetes kikötő, mélyen benyúlik a szárazföldbe nyugati irányban és két ágra szakad. Brindisi óvárosa a két ág közötti félszigetre épült. A kikötő a déli ág partjai mentén alakult ki, itt található az utasterminál is. Az északi ág mentén elsősorban halászhajók és teherhajók kötnek ki. A kikötő bejáratánál két kisebb sziget található, a Pedagne-szigetek. A város elsősorban déli irányban fejlődött tovább a szárazföld felé, valamint keleti irányban a Torre Cavallo-fokig (Punta Torre Cavallo), ahol ma a város egyik legnagyobb ipartelepe áll. Északon a város területe északkeleti irányban a Penne-fokig (Punta Penne) tart. A várostól nyugatra található a Cillarese-tó, egy mesterséges tó, amelyet a város vízellátásának javítása érdekében hoztak létre.

## Éghajlata
Brindisi éghajlata mediterrán jellegű. A Köppen-féle éghajlatosztályozási rendszerben a C osztályba sorolható.

## Története
A legendák szerint a várost a görög hős, Diomédész alapította. A régészeti kutatások azonban arra engednek következtetni, hogy a várost Illíriából származó telepesek alapították, még a rómaiak terjeszkedése előtt. Latin megnevezése, Brundisium a görög Brenteszion-ból származik, mely a messzáp brention szóból alakult ki, és jelentése "őz feje" (valószínűleg a város kikötőjének alakjára utal). A rómaiak érkezése előtt Brunda néven a messzápok központja volt, és mint ilyen, állandó konfliktusban állt Taranto városával. A rómaiak i. e. 267-ben hódították meg. A pun háborúk során fontos katonai és kereskedelmi központ volt. Az itáliai polgárháborúk során, miután a győztes Sulla seregeit támogatta, lakosai római polgári címet kaptak, a várost pedig szabad kikötőnek nyilvánították. A római fennhatóság idején a városnak több, mint 100 000 lakosa volt. Kikötőjének elsősorban a Görögországgal és a Közel-Kelettel való kereskedelemben volt nagy szerepe. Rómával a Via Appia és a Via Traiana utak kötötték össze. Két legfontosabb kereskedelmi cikke a méz és a gyapjú volt. Itt halt meg Vergilius, amikor i. e. 19-ben Görögországból visszatért, valamint itt fejezte be Horatius kéthetes, 358 római mérföldnyi (mintegy 540 km.) utazását Rómából, amelyet versben is megörökített. Legrészletesebb leírása Julius Caesar munkáiban található, de említi Sztrabón is.
A Nyugat-római Birodalom bukása után a Bizánci Birodalom fennhatósága alá került. Rövid időre az osztrogótok hódították meg, de a bizánciaknak sikerült visszafoglalniuk. 674-ben az I. Romuald beneventói herceg által vezetett longobárd csapatok elpusztították. Kikötőjének előnyös helyzete miatt azonban gyorsan újjáépítették. A 9. században egy szaracén település létezett a város területén, melyet a 10. században a bizánciaknak sikerült elfoglalniuk. 1070-ben a normannok foglalták el és a Szicíliai Királyság részévé tették. A többi pugliai kikötőhöz hasonlóan a középkor során többször is gazdát cserélt: egy rövid ideig Velence is birtokolta. A város lakosságát jelentősen megtizedelte az 1348-as pestisjárvány és az 1456-os földrengés. 1707-ben az osztrákok hódították meg, akik 1734-ig birtokolták, amikor visszakerült a Bourbon-ház által vezetett Nápolyi Királysághoz.
1943 szeptembere és 1944 februárja között Olaszország átmeneti fővárosa volt.
A városban állomásozik az olasz hadiflotta San Marco regimentje, mely nevét a második világháborúban Velence védelmében való részvétele után kapta.

## Népessége
A népesség számának alakulása:

## Főbb látnivalói
- Római oszlopok - a város jelképei, a Via Appia végét jelző oszlopok.
- San Pietro degli Schiavoni Régészeti Park - az ókori Brindisi feltárt romjait mutatja be.
- Brindisi katedrális""' (Duomo) - a város katedrálisa a 11-12. században épült román stílusban.
- San Benedetto-templom - 1090-ben épült román stílusban.
- San Giovanni al Sepolcro-templom - a 12. században épült román stílusban.
- Santissima Trinità-templom - 12. századi román stílusú templom, értékes freskókkal díszített kriptával.
- San Paolo-templom - 14. századi templom. Egyike a kevés apúliai gótikus építményeknek.
- Santa Teresa-templom - a 17. században épült barokk stílusban.
- Fonte Grande - Leccei Tankréd király által 1271-ben építtetett díszkút.
- Castello svevo - a várat a 13. században II. Frigyes német-római császár építtette.
- Castello Alfonsino - a vár a 14. században épült a város kikötőjének védelmére.